# Píla (Žarnovica)
Píla es un municipio del distrito de Žarnovica en la región de Banská Bystrica, Eslovaquia, con una población estimada a final del año 2024 de 130 habitantes.
Se encuentra ubicado al noroeste de la región, en el valle del río Hron —un afluente izquierdo del Danubio— y cerca de la frontera con las regiones de Nitra y Trenčín.

## Demografía
| Año        | 1994 | 2004     | 2014    | 2024    |
| ---------- | ---- | -------- | ------- | ------- |
| Población  | 175  | 146      | 142     | 130     |
| Diferencia |      | −16,57 % | −2,73 % | −8,45 % |

| Año        | 2023 | 2024    |
| ---------- | ---- | ------- |
| Población  | 126  | 130     |
| Diferencia |      | +3,17 % |